# Abdussalam Magashy
 Abdussalam Muhammad Magashy (6 april 1998) is een Nigeriaans voetballer. De middenvelder speelt voor Kalmar FF. 

## Carrière

### Beginjaren
Magashy werd geboren in Kano in Nigeria. Hij voetbalde in zijn jeugd op straat, totdat hij op 14-jarige leeftijd toetrad tot FC Hearts. In het voorjaar van 2018 kwam Magashy naar Zweden om voor Division 3-club Växjö United te spelen. Magashy speelde 11 competitiewedstrijden en scoorde twee doelpunten voor de club in de eerste seizoenshelft.

### Kristianstad FC
In augustus 2018 werd Magashy ingelijfd door Divisie 1-club Kristianstad FC. Hij speelde acht competitiewedstrijden en scoorde één doelpunt in de tweede seizoenshelft. In januari 2019 verlengde Magashy zijn contract bij Kristianstad. In zijn tweede jaar kwam hij tot 29 wedstrijden waarin hij zes keer scoorde.

### IFK Värnamo
Met zijn prestaties trok Magashy de aandacht van IFK Värnamo. In 2020 maakte hij de overstap naar die club. Mede dankzij de 28 wedstrijden en 6 doelpunten van de Nigeriaan promoveerde Värnamo in 2020 naar de Superettan. Magashy maakte zijn debuut op het één na hoogste niveau in Zweden op 10 april 2021 tijdens de met 2-0 verloren wedstrijd tegen Landskrona BoIS.

### AIK
Na afloop van het seizoen 2022 vertrok Magashy bij Värnamo, om aan de slag te gaan bij AIK. Hij tekende hier een vierjarig contract. In zijn eerste jaar kwam de middenvelder tot veertien optredens met daarin twee doelpunten. Ondanks zijn doorlopende contract besloot Magashy vervolgens te vertrekken naar Kalmar FF.

### Kalmar FF
Magashy tekende op 20 februari 2023 een contract bij de club uit Småland.